# Leandro & Leonardo (álbum de 1991)
Leandro & Leonardo, lançado em outubro de 1991, é o quinto álbum da dupla sertaneja Leandro & Leonardo. Froduzido por César Augusto. Chegou a marca de 2.000.000 cópias vendidas.

## Faixas
| N.º | Título                      | Compositor(es)                                      | Duração |  |
| 1.  | "Sonho por Sonho"           | Chico Roque / Carlos Colla                          | 4:09    |  |
| 2.  | "Gostoso Sentimento"        | Fátima Leão / Zezé Di Camargo                       | 4:02    |  |
| 3.  | "Não Aprendi a Dizer Adeus" | Joel Marques                                        | 3:06    |  |
| 4.  | "Bate Coração"              | Altay Veloso                                        | 4:34    |  |
| 5.  | "Sabor de Mim"              | Paulo Debétio / Paulinho Rezende / Julinho Teixeira | 3:21    |  |
| 6.  | "Me Dê Um Sinal"            | Zezé Di Camargo                                     | 3:57    |  |
| 7.  | "Mensagem"                  | Altay Veloso / Aladim Teixeira                      | 4:01    |  |
| 8.  | "Estou na Mão Dessa Mulher" | Zezé Di Camargo                                     | 3:24    |  |
| 9.  | "A Rotina (Fim de Semana)"  | Franco / Jotha Luiz / Wilson Sá                     | 4:26    |  |
| 10. | "Não Olhe Assim"            | César Augusto / César Rossini                       | 3:17    |  |
| 11. | "Amores São Coisas da Vida" | César Augusto / Piska                               | 3:26    |  |
| 12. | "Paz na Cama"               | Edson Mello / Rhael                                 | 3:33    |  |

## Certificações
| Brasil (ABPD)                             | 2× Diamante | 1991 | 2.000.000* |
| *número de vendas baseado na certificação |             |      |            |